# 日本ストロー
日本ストロー株式会社（にっぽんストロー）は、東京都品川区に本社を置くプラスチック加工品・紙製品メーカーである。

## 沿革
1955年6月、三陽紙器の社名で静岡県富士市で創業。当初は牛乳瓶の蓋の製造を行った。1966年に滋賀県八日市市（現 東近江市）に滋賀工場、1975年には富士市に次郎長工場を建設。1995年6月、三陽パックス株式会社に社名変更。同年12月、株式を店頭公開した（現在のジャスダック市場）。2001年5月、アメリカのソロカップカンパニーの傘下に入る。2002年8月、株式の店頭公開を廃止。2003年6月、三陽パックスから株式会社ソロカップジャパンに社名を変更。2006年12月、四国化工機株式会社に次郎長工場及び滋賀工場を譲渡。2007年11月、投資法人のフェニックス・キャピタル（現 エンデバー・ユナイテッド）の傘下に入るとともに社名を日本ストロー株式会社に変更した。2011年8月、100%親会社である日本ストローホールディングス株式会社と合併。存続会社である日本ストローホールディングスを、日本ストロー株式会社に社名変更。2014年2月、三井松島産業株式会社（現 三井松島ホールディングス株式会社）の100%子会社となった。

## 製品
ストローの生産本数は年間55億本にのぼり、1983年に開発した伸縮ストローは日本国内の市場占有率65%を占める。2019年のG20大阪サミットで海洋プラスチックごみが議題に上がるなど環境への関心の高まりから、同年より熊本工場で接着剤の匂いを抑えた紙製ストローを生産し、当面年間1000万本を目標に市場に投入する。このほか、飲料用の紙コップやPEF樹脂製カップ、紙スプーン、ヨーグルト等の容器の蓋に使われるアルミシートなどの製造も行う。

## 製造拠点
- 富士工場 - 〒417-0071 静岡県富士市国久保3-4-21
- 熊本工場 - 〒861-8043 熊本県熊本市東区戸島西7丁目4番8号